# Slow, Deep and Hard
Slow, Deep and Hard is het debuutalbum van de Amerikaanse gothicmetalband Type O Negative. Het album is op 16 juni 1991 uitgebracht.

## Tracklist
| Nr. | Titel                                                       | Duur  |
| --- | ----------------------------------------------------------- | ----- |
| 1.  | Unsuccessfully Coping with the Natural Beauty of Infidelity | 12:39 |
| 2.  | Der Untermensch                                             | 8:54  |
| 3.  | Xero Tolerance                                              | 7:45  |
| 4.  | Prelude to Agony                                            | 12:14 |
| 5.  | Glass Walls of Limbo (Dance Mix)                            | 6:41  |
| 6.  | Gravitational Constant: G = 6.67 × 10−8 cm−3 gm−1 sec−2     | 9:14  |